# Marscilla Packer
Marscilla Ashley Packer (Columbus, 1º giugno 1986) è un'ex cestista statunitense.

## Carriera
Fu selezionata dalle Phoenix Mercury al terzo giro del Draft WNBA 2008 (41ª scelta assoluta).